# Étoile de Bessèges 2016

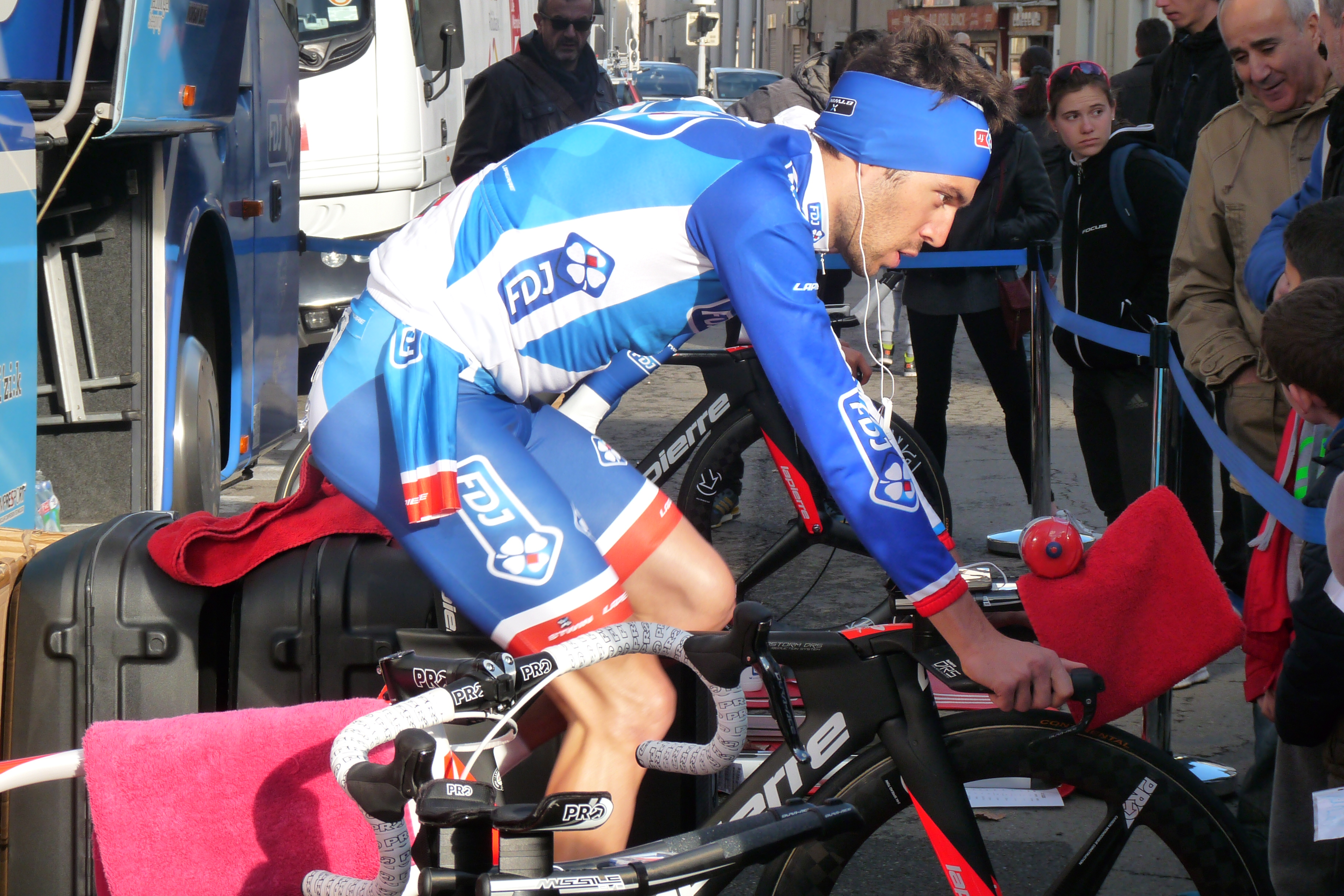
Thibaut Pinós en la prova ciclista

L'Étoile de Bessèges 2016, 46a edició de l'Étoile de Bessèges, es disputà entre el 3 i el 7 de febrer de 2016 sobre un recorregut de 621 km repartits entre cinc etapes. La cursa formava part del calendari de l'UCI Europa Tour 2016, amb una categoria 2.1. El vigent vencedor de la cursa, Bob Jungels, no pren part en la cursa perquè el seu equip no fou convidat a prendre-hi part.
Les dues primeres etapes fouren guanyades a l'esprint per Bryan Coquard (Direct Énergie), amb què passà a liderar la cursa. El seu company d'equip, Sylvain Chavanel, guanyà a l'esprint en un grup reduït en la tercera etapa i passà a encapçalar la general. Va mantenir el liderat en la quarta etapa, tot i la victòria en solitari d'Ángel Madrazo (Caja Rural-Seguros RGA). Amb tot, en la darrera etapa, una contrarellotge individual, va perdre 30 segons respecte a Jérôme Coppel, que d'aquesta manera aconseguia la victòria final. Tony Gallopin (Lotto Soudal) acabà segon i Thibaut Pinot (FDJ) tercer. Chavanel finalment fou quart. Coquard guanyà la classificació per punts i el FDJ la classificació per equips. Roland Thalmann (Team Roth) guanyà la classificació de la muntanya i Pierre Latour (AG2R La Mondiale) la dels joves, havent finalitzat en la setena posició final.

## Equips
L'organització convidà a 19 equips a prendre part en aquesta cursa.
- 4 equips World Tour: AG2R La Mondiale, FDJ, IAM Cycling, Lotto Soudal
- 7 equips continentals professionals: Direct Énergie, Caja Rural-Seguros RGA, Cofidis, Fortuneo-Vital Concept, Topsport Vlaanderen-Baloise, Wanty-Groupe Gobert, Team Roth
- 8 equips continentals: Delko-Marseille Provence-KTM, Roubaix-Lille Métropole, Auber 93, Wallonie-Bruxelles-Group Protect, Armée de Terre, An Post-Chain Reaction, Veranclassic-Ago, Verandas Willems

## Etapes
| Etapa    | Data     | Ciutats d'etapa           | type                      | Distància (km) | Vencedor de l'etapa | Líder de la general |
| -------- | -------- | ------------------------- | ------------------------- | -------------- | ------------------- | ------------------- |
| 1a etapa | 3 de feb | Bèlagarda – Bellcaire     | etapa plana               | 152,8          | Bryan Coquard       | Bryan Coquard       |
| 2a etapa | 4 de feb | Nimes – Mejanas e lo Clap | etapa plana               | 152,8          | Bryan Coquard       | Bryan Coquard       |
| 3a etapa | 5 de feb | Bessèja – Bessèja         | etapa accidentada         | 152,6          | Sylvain Chavanel    | Sylvain Chavanel    |
| 4a etapa | 6 de feb | Tavèus – Laudun           | etapa accidentada         | 148,4          | Ángel Madrazo Ruiz  | Sylvain Chavanel    |
| 5a etapa | 7 de feb | Alèst – Alèst             | contrarellotge individual | 11,9           | Jérôme Coppel       | Jérôme Coppel       |

## Classificació final
|    | Ciclista                | Equip                   | Temps       |
| -- | ----------------------- | ----------------------- | ----------- |
| 1  | Jérôme Coppel (FRA)     | IAM Cycling             | 14h 49' 26" |
| 2  | Tony Gallopin (FRA)     | Lotto Soudal            | + 13"       |
| 3  | Thibaut Pinot (FRA)     | FDJ                     | + 14"       |
| 4  | Sylvain Chavanel (FRA)  | Direct Énergie          | + 16"       |
| 5  | Arthur Vichot (FRA)     | FDJ                     | + 28"       |
| 6  | Dries Devenyns (BEL)    | IAM Cycling             | + 33"       |
| 7  | Pierre Latour (FRA)     | AG2R La Mondiale        | + 40"       |
| 8  | Maxime Monfort (BEL)    | Lotto Soudal            | + 49"       |
| 9  | Anthony Delaplace (FRA) | Fortuneo-Vital Concept  | + 53"       |
| 10 | Julien Antomarchi (FRA) | Roubaix-Lille Métropole | + 1' 00"    |

## Evolució de les classificacions
| Etapa | Vencedor         | Classificació general | Classificació per punts | Classificació de la muntanya | Classificació dels joves | Classificació per equips |
| ----- | ---------------- | --------------------- | ----------------------- | ---------------------------- | ------------------------ | ------------------------ |
| 1     | Bryan Coquard    | Bryan Coquard         | Bryan Coquard           | Roland Thalmann              | Anthony Turgis           | Direct Énergie           |
| 2     | Bryan Coquard    | Bryan Coquard         | Bryan Coquard           | Roland Thalmann              | Dylan Page               | Direct Énergie           |
| 3     | Sylvain Chavanel | Sylvain Chavanel      | Bryan Coquard           | Jérôme Cousin                | Antoine Warnier          | FDJ                      |
| 4     | Ángel Madrazo    | Sylvain Chavanel      | Bryan Coquard           | Roland Thalmann              | Pierre Latour            | FDJ                      |
| 5     | Jérôme Coppel    | Jérôme Coppel         | Bryan Coquard           | Roland Thalmann              | Pierre Latour            | FDJ                      |
| Final | Final            | Jérôme Coppel         | Bryan Coquard           | Roland Thalmann              | Pierre Latour            | FDJ                      |